# Wojna rosyjsko-szwedzka (1808–1809)
Wojna rosyjsko-szwedzka (także wojna fińska) 1808–1809 – wojna pomiędzy Rosją i Szwecją toczona na terytorium Finlandii. Do wybuchu wojny przyczyniły się postanowienia pokoju z Tylży i konflikt Rosjan z sojusznikami Szwedów Brytyjczykami (wojna rosyjsko-angielska 1807–1812). Głównym celem Rosjan było przejęcie kontroli nad Zatoką Fińską, w celu uchronienia stolicy Petersburga przed potencjalnym atakiem brytyjskim. Tradycyjnym sojusznikiem Rosjan w konflikcie ze Szwecją była Dania, która równocześnie toczyła wojnę ze Szwecją na terytorium Norwegii (Wojna duńsko-szwedzka (1808–1809).
Wojna fińska rozpoczęła się dnia 21 lutego 1808 r. atakiem wojsk rosyjskich na Finlandię. Siły rosyjskie liczyły 24 000 żołnierzy a wojska szwedzko-fińskimi (odpowiednio 13 000 + 8000). W wyniku przeprowadzonej kampanii Rosjanie odnieśli szereg zwycięstw nad wojskami szwedzkimi dowodzonymi przez generała Johana Augusta Sandelsa, zajmując Helsinki, Hämeenlinna, wybrzeże pomiędzy Åbo i Vaso, wyspy Alandzkie, Gotlandię oraz twierdzę Sveaborg. Po włączeniu się do wojny Anglików, Rosjanie zmuszeni zostali do opuszczenia zajętych wysp oraz kilku miast na lądzie stałym, przechodząc do defensywy. Jedynym większym sukcesem szwedzkim było zwycięstwo Sandelsa w bitwie przy moście Virta w dniu 27 października 1808 r.
W marcu 1809 r. rozpoczęła się rosyjska ofensywa, która przyniosła kolejne sukcesy Rosjanom. W wyniku walk front stopniowo przesuwał się w kierunku granicy szwedzkiej. W bitwie pod Piteå stoczonej dnia 25 sierpnia 1809 r. główne siły szwedzkie zostały pobite i skapitulowały. Dnia 2 września podpisano zawieszenie broni w Förstkåge, rozpoczynając rozmowy pokojowe zakończone podpisaniem układu w Fredrikshamn w dniu 17 września 1809 r.
W wyniku traktatu Imperium Rosyjskie umocniło swoje wpływy w rejonie Morza Bałtyckiego. Finlandia została zdobyta i stała się autonomiczną częścią składową Imperium Rosyjskiego. Finlandia była częścią IR do czasu abdykacji Imperatora Mikołaja II w roku 1917. Proklamowała niepodległość 6 grudnia 1917 r.

## Bitwy wojny rosyjsko-szwedzkiej 1808–1809
- Bitwa pod Pyhäjoki
- Bitwa pod Siikajoki
- Bitwa pod Sveaborg
- Bitwa pod Pukkilka
- Bitwa pod Lemo
- Bitwa pod Nykarleby
- Bitwa pod Vaasa
- Bitwa pod Lapua
- Bitwa pod Rimito Kramp
- Bitwa pod Kauhajoki
- Bitwa pod Alavus
- Bitwa pod Sandöström
- Bitwa pod Grönvikssund
- Bitwa pod Ruona
- Bitwa pod Jutas
- Bitwa pod Oravis
- Bitwa pod Palva Sund
- Bitwa pod Koljonvirta
- Bitwa pod Sävar
- Bitwa pod Ratan
- Bitwa pod Piteå